# Gnidia heterophylla
Gnidia heterophylla är en tibastväxtart som beskrevs av Ernest Friedrich Gilg. Gnidia heterophylla ingår i släktet Gnidia och familjen tibastväxter. Inga underarter finns listade i Catalogue of Life.